# 浔阳街道
浔阳街道是中华人民共和国湖南省常德市桃源县下辖的一个街道办事处。中国近代政治家宋教仁生于该地的教仁村。

## 行政区划
浔阳街道下辖以下村级行政区划单位：
莲花湖社区、二里岗社区、洞庭宫社区、义丰坊社区、梅溪桥社区、八字路社区、铁船堰村、万寿桥村、尧河村、录萝坪村、福庆山村、大平村、丰禾村、仙石山村、教仁村、绿溪口村、镇江渡村和廻峰村。